# Musica classica ottomana

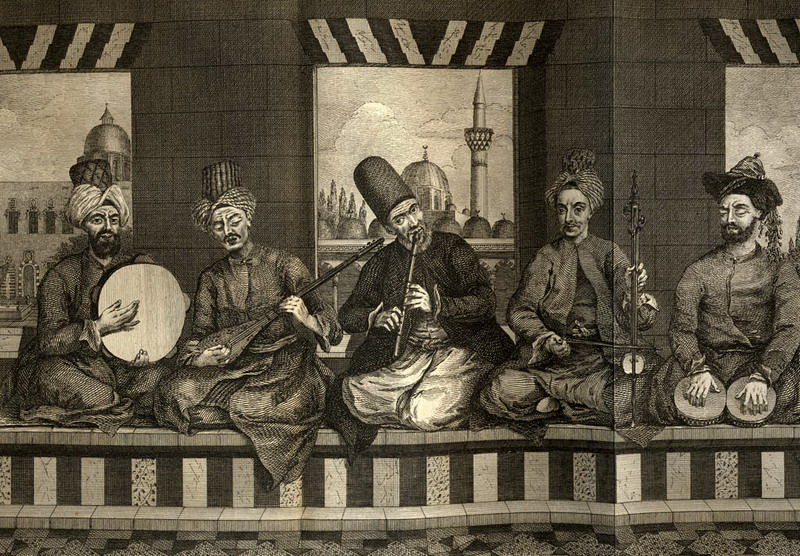
Banda musicale dell'Aleppo Ottomana, metà del XVIII secolo

La musica classica ottomana, nota anche come musica classica turca (in turco: Türk sanat müziği, "musica d'arte turca"; o Klasik Türk müziği, "musica classica turca"; anche Saray Mûsikîsi, "musica del palazzo"), è stata sviluppata a Istanbul e in altre importanti città ottomane attraverso le case e le logge Sufi dell'Impero ottomano. Soprattutto una musica vocale, la musica ottomana accompagna tradizionalmente un cantante solista con un piccolo ensemble strumentale. In tempi recenti, gli strumenti potrebbero includere tambur (liuto), ney (flauto), kemençe (violino), keman (violino occidentale), kanun (cetra) o altri strumenti. Talvolta descritta come musica monofonica, la varietà di ornamenti e variazioni nell'ensemble richiede il termine più preciso eterofonico.

## Panoramica
La musica ottomana ha un sistema ampio e vario di modalità o scale note come il makam e altre regole di composizione. Ci sono stati più di 600 makam finora utilizzati. Di questi, almeno 119 makam sono definiti formalmente, ma oggi solo circa 20 makam sono ampiamente utilizzati. Nell'insegnamento Sufi, ogni makam rappresenta e trasmette un particolare stato psicologico e spirituale. A volte, in alcuni makam, gli ottomani usavano diversi brani musicali strumentali e vocali per curare determinate condizioni mediche e psicologiche.
Per trascrivere la musica classica furono usati un certo numero di sistemi di notazione; il più dominante fra questi era la notazione di Hamparsum, in uso fino alla graduale introduzione della notazione occidentale. Sebbene i contributi non turchi alla musica ottomana siano stati marginalizzati dalla dissoluzione dell'Impero ottomano, il sistema di notazione di Hamparsum venne inventato da un armeno ottomano di nome Hamparsum Limonciyan. L'Hamparsum divenne il fondamento della teoria ottomana del makam classico e fu anche usato dalla Chiesa apostolica armena.
La musica classica turca viene insegnata nei conservatori e nei circoli sociali, il più rispettato dei quali è l'Üsküdar Musiki Cemiyeti di Istanbul. Una sequenza specifica di forme musicali classiche turche diventa un fasıl, una suite; essa consiste di un preludio strumentale (peşrev), un postludio strumentale (saz semai) e nel mezzo la sezione principale delle composizioni vocali che inizia con ed è scandita da improvvisazioni strumentali (taksim).
Un concerto completo includerà quattro diverse forme strumentali e tre forme vocali, tra cui una canzone classica leggera, detta şarkı. Un fasıl rigorosamente classico rimane sempre nello stesso makam, dal taksim introduttivo fino alla fine, che di solito è una melodia di danza o oyun havası. Tuttavia composizioni più brevi del şarkı, precursori delle canzoni dei giorni nostri, fanno parte di questa tradizione, molte delle quali estremamente antiche, risalenti al XIV secolo; molte sono più recenti, con il cantautore di fine Ottocento Hacı Arif Bey particolarmente popolare. Tanrıkorur sostiene che le differenze percepite tra i generi musicali tradizionali derivavano dallo scontro culturale tra Oriente e Occidente emerso durante l'era del Tanzîmat (1839-1908).

## Strumenti musicali
Gli strumenti tradizionali della musica classica ottomana oggi includono il liuto a becco lungo tanbur, il flauto ney, il violino ad arco kemençe, il liuto senza flauto a collo corto oud, la cetra a spillo Qanun, il violino e nella musica Mevlevi, il tamburo kudüm. Gli strumenti più antichi ancora in uso includono la lavta.

## Le forme
La musica classica ottomana comprende molte forme vocali e strumentali, tra cui le suite chiamate fasıl. Un fasıl include in genere molti movimenti strumentali e/o vocali, tra cui taksim, peşrev, şarkı, beste e kar, tra gli altri.

## Generi
La musica ottomana ha vari generi tra cui musica spirituale, improvvisata (gazel, kaside, durak, ecc.) e fasil.

## Compositori ed interpreti
Compositori famosi di questo genere includono Dede Efendi, il Principe Cantemir, Baba Hamparsum, Kemani Tatyos Efendi, i Sultani Selim III e Solimano il Magnifico, mentre la compositrice più nota è Dilhayat Kalfa, insegnante dello stesso Selim III. Il cantante classico turco moderno più popolare è Munir Nurettin Selçuk, che è stato il primo a stabilire una posizione da cantante solista. Altri interpreti includono Bekir Sıdkı Sezgin, Alaeddin Yavaşça, Müzeyyen Senar, Emel Sayın e Zekai Tunca.